# Сельское поселение Митюковское
Сельское поселение Митюковское — упразднённое сельское поселение в составе Вожегодского района Вологодской области.
Центр — деревня Сосновица.
Образовано 1 января 2006 года в соответствии с Федеральным законом № 131 «Об общих принципах организации местного самоуправления в Российской Федерации».
В состав сельского поселения вошёл Митюковский сельсовет.
Законом Вологодской области от 1 июня 2015 года № 3668-ОЗ, были преобразованы, путём их объединения, сельское поселение Митюковское и сельское поселение Ючкинское — в сельское поселение Ючкинское с административным центром в посёлке Ючка.
По данным переписи 2010 года население — 470 человек.

## География
Расположено на юго-востоке района. Граничит:
- на востоке с Мишутинским сельским поселением,
- на севере с Нижнеслободским и Ючкинским сельскими поселениями,
- на северо-западе с Вожегодским городским поселением,
- на юго-западе с Кадниковским сельским поселением,
- на юге с Харовским и Сямженским районами.

## Населённые пункты
В 1999 году был утверждён список населённых пунктов Вологодской области. С тех пор состав Митюковского сельсовета не изменялся.
В состав сельского поселения входило 12 деревень.
| Населённый пункт     | ОКАТО          | Рег. номер | Расстояние до районного центра, км | Расстояние до центра поселения, км | Координаты                      |
| -------------------- | -------------- | ---------- | ---------------------------------- | ---------------------------------- | ------------------------------- |
| деревня Быковская    | 19 218 824 002 | 1738       | 69                                 | 1                                  | 60°21′00″ с. ш. 40°48′26″ в. д. |
| деревня Васильевская | 19 218 824 003 | 1739       | 71                                 | 3                                  | 60°22′07″ с. ш. 40°52′43″ в. д. |
| деревня Высокая      | 19 218 824 004 | 1740       | 77                                 | 9                                  | 60°19′29″ с. ш. 40°41′21″ в. д. |
| деревня Галунинская  | 19 218 824 005 | 1741       | 72                                 | 4                                  | 60°20′06″ с. ш. 40°47′02″ в. д. |
| деревня Гридинская   | 19 218 824 006 | 1742       | 72                                 | 4                                  | 60°20′41″ с. ш. 40°45′38″ в. д. |
| деревня Гришинская   | 19 218 824 007 | 1743       | 69                                 | 1                                  | 60°21′47″ с. ш. 40°50′00″ в. д. |
| деревня Костюнинская | 19 218 824 008 | 1744       | 72                                 | 4                                  | 60°21′57″ с. ш. 40°54′14″ в. д. |
| деревня Поповка      | 19 218 824 009 | 1745       | 69                                 | 1                                  | 60°21′16″ с. ш. 40°51′25″ в. д. |
| деревня Сиговская    | 19 218 824 010 | 1746       | 71                                 | 3                                  | 60°20′38″ с. ш. 40°47′42″ в. д. |
| деревня Сосновица    | 19 218 824 001 | 1737       | 68                                 | —                                  | 60°21′09″ с. ш. 40°50′25″ в. д. |
| деревня Тимошинская  | 19 218 824 011 | 1747       | 71                                 | 3                                  | 60°21′42″ с. ш. 40°53′35″ в. д. |
| деревня Хмелевская   | 19 218 824 012 | 1748       | 80                                 | 12                                 | 60°26′18″ с. ш. 40°55′44″ в. д. |